# Wegloophuis
Een wegloophuis is een opvanghuis voor mensen met een psychiatrische achtergrond. 
Begin jaren 1980 bestonden er 'wegloophuizen psychiatrie' in Utrecht, Haarlem, Amsterdam, Arnhem, Groningen, Den Haag, 's-Hertogenbosch, Rotterdam en Venray. Deze huizen waren geïnspireerd door het gedachtegoed van de antipsychiatrie. Ze waren bedoeld als toevluchtsoord voor mensen die het oneens waren met de manier waarop ze in de reguliere psychiatrie werden behandeld, en boden hun een kans om letterlijk uit de inrichting weg te lopen. Het onderdak was tijdelijk: het was de bedoeling dat er binnen enkele (3-6) maanden een definitieve verblijfsplaats zou worden gevonden.
Veel wegloophuizen die in de jaren tachtig werden opgericht, verdwenen binnen enkele jaren weer van het toneel. Alleen het wegloophuis in Utrecht, dat werd opgericht op 31 december 1981, bestaat nog steeds.